# Apeadeiro de Carriço
O Apeadeiro de Carriço é uma plataforma ferroviária encerrada da Linha do Oeste, que servia a localidade de Carriço, no concelho de Pombal, em Portugal.

## Descrição
Este apeadeiro tem acesso pela Rua do Mato do Urso, junto à localidade de Carriço.

## História
Este apeadeiro encontra-se no troço entre Leiria e Figueira da Foz da Linha do Oeste, que abriu à exploração pública em 17 de Julho de 1888, pela Companhia Real dos Caminhos de Ferro Portugueses.